# Faggeta Lekoma
Faggeta Lekoma est un des 105 woredas de la région Amhara, en Éthiopie.